# Merkl
Merkl ist der Familienname folgender Personen:
- Adolf Julius Merkl (1890–1970), österreichischer Rechtswissenschaftler
- Christian Merkl (* 1979), deutscher Wirtschaftswissenschaftler und Hochschullehrer
- Christiane Schmid-Merkl (* 1983), deutsche Archäologin und Museumsleiterin
- David Merkl (* 1987), deutscher Toningenieur, Sound Designer und Musikproduzent
- Gerhard Merkl (Politiker) (1940–2016), deutscher Politiker (CSU)
- Gerhard Merkl (Domkapellmeister) (1961–2016), deutscher Kirchenmusiker
- Joseph Merkl (Schriftsteller) (1854–??), deutscher Schriftsteller und Kritiker
- Joseph Merkl (Musiker) (1865–1913), deutscher Musiker
- Kaspar Ludwig Merkl (1885–1967), deutscher Apotheker, Autor und Maler
- Ottó Merkl (1957–2021), ungarischer Entomologe, Museologe und Schriftsteller
- Peter H. Merkl (1932–2024), deutsch-amerikanischer Politikwissenschaftler und Hochschullehrer
- Roxanne Merkl (* 1988), deutsche Fechterin und Kampfrichterin
- Rudolf von Merkl (1831–1911), österreichischer General und Politiker
- Willy Merkl (1900–1934), deutscher Bergsteiger

Siehe auch:
- Ritter von Merkl, österreichisches Adelsgeschlecht
- Märkl
- Märkel
- Merkel (Begriffsklärung)
- Merckel